# 吉田春夫
吉田 春夫（よしだ はるお）は、日本の天体力学者。元国立天文台理論研究部教授。理学博士。

## 経歴
少年時代に、「角の3等分ができたらノーベル賞が2つもらえる」という先生の言葉に触発され、不可能の証明を志す。
特に天体力学の3体問題の解法の不可能性に着目し、ハミルトン力学系、シンプレクティック積分法などを研究した。
1989年、「非線形力学系の積分可能条件の研究」で第1回日本天文学会研究奨励賞を受賞。

## 著書
- 「力学の解ける問題と解けない問題」、岩波講座物理の世界4、吉田春夫
- 「キーポイント力学」、吉田春夫、岩波書店、1996年
- 「力学」(現代物理学叢書)、大貫喜郎、吉田春夫
- 「天体力学のパイオニアたち」(上下巻)、P.ティアク、ホームズ、吉田春夫、シュプリンカー数学クラブ